# Château de Savigny (Vosges)
Pour les articles homonymes, voir Château de Savigny.
Le château de Savigny est un château de la commune de Savigny au nord du département des Vosges en région Grand Est.

## Histoire
Les seigneurs de Savigny sont de proches parents des ducs de Lorraine. Le château est cité en 1344, mais est sans doute antérieur à cette date.
Succédant aux seigneurs de Savigny, la famille de Bassompierre possède le château tout au long du XVIIe siècle. Christophe de Bassompierre (†1596) acquiert le château à la fin du XVIe siècle. Le dernier représentant de la famille est son arrière-petit-fils François-Charles de Bassompierre (1676-1720). 
Au XVIIIe siècle, le château passe à la famille de Choiseul-Beaupré lorsque la fille unique de François-Charles de Bassompierre, Henriette-Charlotte (1704-1782), dite la dame de Savigny, épouse en 1728 le comte Charles-Marie de Choiseul-Beaupré (1698-1768), seigneur de Meuvy et de Daillecourt. Il est à noter qu'Henriette-Charlotte de Bassompierre a été dame d'honneur de la reine de Pologne Catherine Opalinska.
Les deux rues qui se trouvent en face de l'entrée du château portent actuellement les noms des deux familles (rue de Bassompierre et rue Choiseul).

## Description

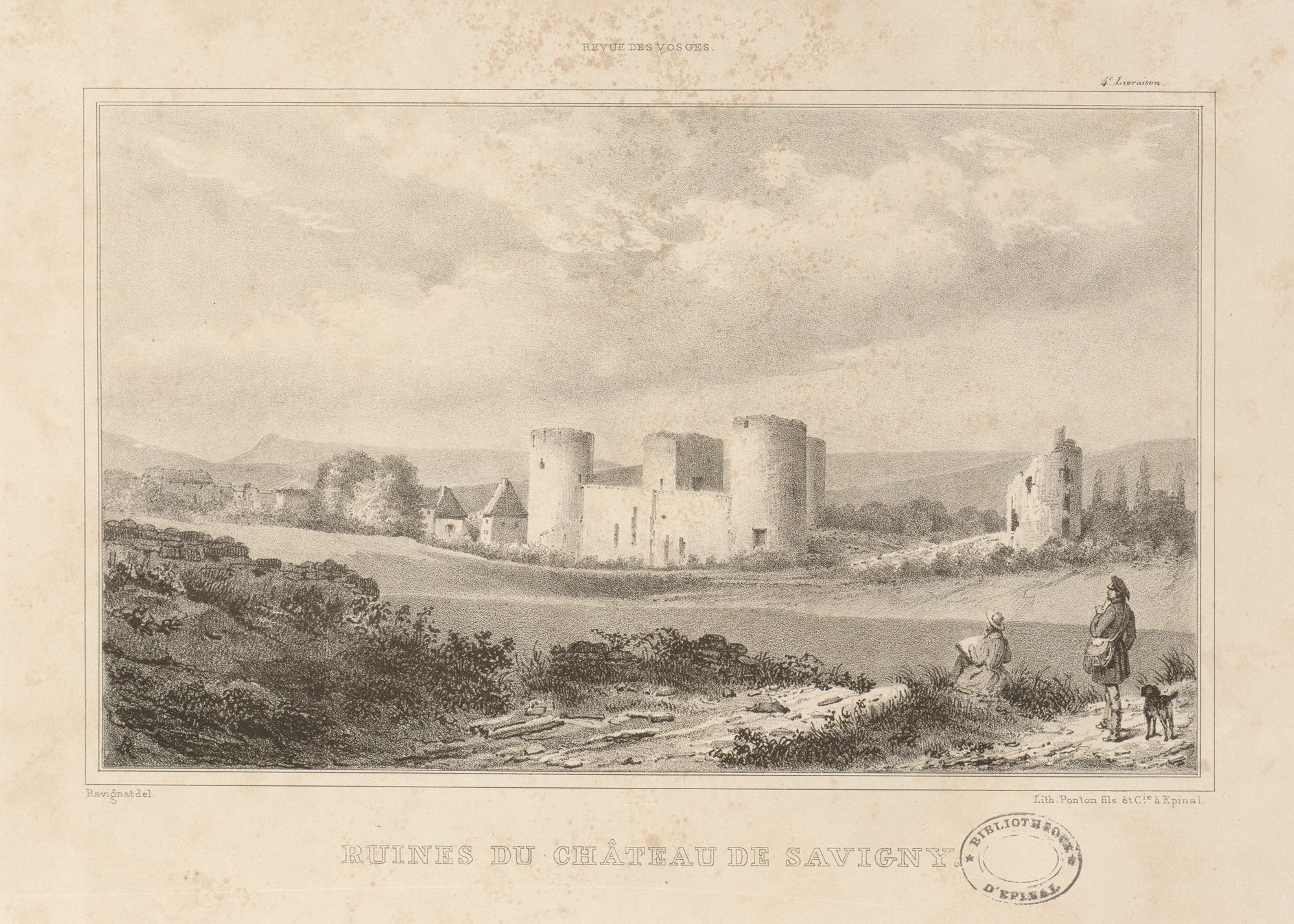
Estampe de Ravignat, représentant les ruines du château de Ravigny

Le château se situe au nord-est de la commune, au lieu-dit Les Baraques. Château-fort à l'origine, il a sans doute été très endommagé lors de la guerre de Trente Ans. Il va tomber en ruine progressivement jusqu'au XIXe siècle où les tours et les remparts vont disparaître par la vente de matériaux de construction. Seules subsistent les douves, formant un carré, dont les eaux ont été détournées du Colon ; les traces d'une tour ronde sont également visibles à l'est. Un pont situé sur le bras ouest des douves permet d'accéder au château.
Le château ne fait l'objet d'aucune inscription ou classement au titre des monuments historiques.